# Villiers-en-Désœuvre
Villiers-en-Désoeuvre är en kommun i departementet Eure i regionen Normandie i norra Frankrike. Kommunen ligger i kantonen Pacy-sur-Eure som tillhör arrondissementet Évreux. År 2022 hade Villiers-en-Désoeuvre 859 invånare.

## Befolkningsutveckling
Antalet invånare i kommunen Villiers-en-Désoeuvre
Referens:INSEE